# Canton de Barr
Le canton de Barr est une ancienne division administrative française, située dans le département du Bas-Rhin et la région Alsace.

## Composition
Le canton de Barr groupait 16 communes :
- Andlau : 1 842 habitants
- Barr (chef-lieu) : 6 830 habitants
- Bernardvillé : 221 habitants
- Blienschwiller : 339 habitants
- Dambach-la-Ville : 1 969 habitants
- Eichhoffen : 561 habitants
- Epfig : 2 168 habitants
- Gertwiller : 1 039 habitants
- Heiligenstein : 966 habitants
- Le Hohwald : 501 habitants
- Itterswiller : 267 habitants
- Mittelbergheim : 653 habitants
- Nothalten : 464 habitants
- Reichsfeld : 304 habitants
- Saint-Pierre : 587 habitants
- Stotzheim : 1 080 habitants

## Représentation

### Conseillers généraux de 1833 à 1871 et de 1919 à 2015
| Période            | Identité                                       | Parti                                   | Qualité                                                                                                   |
| ------------------ | ---------------------------------------------- | --------------------------------------- | --- |
| 1833-1839 (décès)  | Jacques Dietz (père) (1769-1839)               |                                         | Fabricant de coton rouge, maire de Barr                                                                   |
| 1839-1848          | Frédéric Dietz (1798-1878)-(fils du précédent) |                                         | Fabricant, maire de Barr                                                                                  |
| 1848-1852          | Joseph Alexis Stoltz                           |                                         | Professeur à la Faculté de Médecine de Strasbourg                                                         |
| 1852-1871          | Baron Eugène Louis de Coëhorn                  | Majorité dynastique                     | Propriétaire du château d'Hanviller Maire de Saint-Pierre Député (1853-1869)                              |
| 1871-1919          | Période allemande                              |                                         | |
| 1919-1922          | Alphonse Schott                                |                                         | Médecin à Wissembourg Président du Conseil Général                                                        |
| 1922-1928          | Michel Walter                                  | DVD                                     | Professeur Député (1919-1942)                                                                             |
| 1928-1940          | Arthur Reisacher                               | Rad.ind. Autonomiste                    | Industriel Maire d'Epfig (1935-1940)                                                                      |
|                    |                                                |                                         | |
| 1945-1956 (décès)  | Léon Naegel                                    | MLN (soutien SFIO et PCF) puis CNIP-MRP | Viticulteur, maire de Nothalten                                                                           |
| 22 avril 1956-1970 | Alfred Kieffer                                 | MRP puis CDP                            | Directeur de société Sénateur (1968-1977) Maire d'Eichhoffen (1935-1971)                                  |
| 1970-1988          | Guy Sautter                                    | UDR puis RPR                            | Chef d'entreprise Conseiller municipal de Heiligenstein de 1971 à 1995 Conseiller régional de 1974 à 1992 |
| 1988-2015          | Alfred Becker                                  | RPR puis UMP                            | Inspecteur central des PTT Maire de Saint-Pierre (1995-2014) Vice-président du Conseil général            |

### Conseillers d'arrondissement (de 1833 à 1871 et de 1919 à 1940)
Le canton de Barr avait deux conseillers d'arrondissement.
| Période                                  | Période      | Identité                           | Étiquette | Qualité |
| ---------------------------------------- | ------------ | ---------------------------------- | --------- | --- |
| 1833                                     | 1839         | Joseph Antoine Kalmann (1777-1859) |           | Propriétaire, maire d'Andlau                                                                                |
| 1833                                     | 1848         | Jean David Zeysolff (1782-1858)    |           | Propriétaire, maire de Gertwiller                                                                           |
|                                          |              |                                    |           | |
|                                          | 1939 (décès) | Joseph Risch (1875-1939)           |           | Viticulteur, maire de Bernardvillé                                                                          |
|                                          | 1940         | Lucien Wassler                     |           | Propriétaire à Nothalten                                                                                    |
| 1940                                     |              |                                    |           | Les conseils d'arrondissement ont été suspendus par la loi du 12 octobre 1940 et n'ont jamais été réactivés |
| Les données manquantes sont à compléter. |              |                                    |           | |

Depuis près d'une quarantaine d'années, la Société d'Archéologie et d'Histoire de Dambach-la-Ville, Barr et Obernai fait paraître un annuaire rédigé de façon sérieuse par des spécialistes locaux.

## Démographie
| 1962   | 1968   | 1975   | 1982   | 1990   | 1999   | 2006   | 2011   | 2012   |
| ------ | ------ | ------ | ------ | ------ | ------ | ------ | ------ | ------ |
| 15 000 | 15 281 | 15 838 | 15 607 | 15 793 | 17 567 | 19 129 | 19 978 | 20 144 |